# Molly Kien
Molly Heather Kien, född 12 mars 1979 i Milwaukee i Wisconsin i USA, är en amerikanskfödd svensk tonsättare.

## Biografi
Molly Kien har en Bachelor of Arts från Indiana University i Bloomington och en masterexamen från Kungliga Musikhögskolan i Stockholm. Hon kom till Sverige 2002 för att studera för Sven-David Sandström vid Gotlands Tonsättarskola och fortsatte sina studier för denne i Bloomington. Kien är medlem i Föreningen svenska tonsättare.

## Priser och utmärkelser
- 2019 – Carin Malmlöf-Forsslings pris

## Verk

### Orkesterverk
- Nakata gör sin plikt för blåsorkester (2005)
- Alle för symfoniorkester (2006)
- Landsendi för stråkorkester (2007)
- Song of Britomartis för harpa och kammarorkester (2009)
- 134340 Pluto för blåsorkester (2010)[3]
- Landscape/Cityscape för saxofon, slagverk och stråkorkester (2013)
- Pyramid för orkester (2013)

### Kammarmusik
- Stråkkvartett nr 1 (1997)
- Daddy Longlegs of the Evening för klarinett, altsaxofon, fagott, valthorn, viola och cello (1998)
- Drei Struwwelpeter Lieder för sopran, harpa och cello (2001)
- Sigh för stråkkvartett (2003)
- Weaving för flöjt, piano, violin och cello (2003)
- Flykting för sopran och blandad ensemble till text av Göran Sonnevi (2004)
- Hildegard’s Dream för klarinett, altsaxofon, trumpet, slagverk, piano och cello (2007)
- The Magic Drum för slagverkstrio (2008)
- At a Certain Hour för mandolin, harpa och gitarr (2010)
- The Binding of Odysseus för stråkkvartett (2011)
- Dances for Ariadne för kontrabas och slagverk (2011)
- Hymn for Apollo för slagverk, harpa och stråkkvintett (2011)
- No Chaos (2012), för kammarorkester[4]
- Spirals för pianokvartett (2014)
- Che Pense? för kammarensemble (2014)

### Körverk
- jag drack ett mörkt svart vin för blandad kör till text av Bruno K. Öijer (2003)
- Deyr fé, deyja frændr för blandad kör till text ur Havamal

### Elektroakustisk musik
- Vandalia (2008)
- Buffalo Gals (2007)
- Character Sketches (2006)
- That Old Shadow till text av Adrian Kien (2005)

### Musik för barn
- Den frusna planeten för kammarorkester och skolklass (2009)
- Color Room för kammarorkester och skolklass (2010)
- Mysterious World för kammarorkester och skolklass (2010)